# Васюхник Катерина Василівна
Катерина Василівна Васюхник (нар. 12 грудня 1951, село Ватинець, тепер Горохівського району Волинської області) — українська радянська діячка, бригадир штукатурів Луцького будівельного управління. Депутат Верховної Ради УРСР 10—11-го скликань.

## Біографія
Освіта середня.
У 1968—1973 роках — штукатур, у 1973—1982 роках — бригадир штукатурів Луцького будівельного управління «Житлобуд-1» комбінату «Волиньпромбуд» Волинської області.
У 1982—1991 роках — бригадир штукатурів Луцького будівельного управління «Опоряджбуд» комбінату «Волиньпромбуд».
Член КПРС з 1983 року.
З 1991 року — заступник директора товариства з обмеженою відповідальністю (ТОВ) «Луцькоздоббуд».
Потім — на пенсії в місті Луцьку.

## Нагороди
- орден «Знак Пошани»
- медалі